# Kaple svaté Anny (Lobendava)
Poutní kaple svaté Anny v Lobendavě na Anenském vrchu (Annaberg), která se nachází přibližně 800 metrů východně od centra obce, je sakrální stavbou postavenou v letech 1775–1777 podle plánů Antonína Schmidta (1723–1783). V roce 1857 byla rozšířena a v zadní části pseudogoticky upravena. Kaple svaté Anny je nemovitou kulturní památkou České republiky.

## Historie poutního místa
Podle místní tradice uviděl prý jeden lobendavský občan při své cestě Saskem děti, jak při hře táhnou na provázku dřevěnou sošku sv. Anny. Koupil ji od nich a věnoval lobendavskému kostelu. Pozdně gotická soška z počátku 16. století byla postavena nejprve na tzv. kopci sv. Jáchyma a nad ní byla postavena prostá dřevěná kaple, která byla roku 1776 nahrazena kamennou barokní kaplí, rozšířenou pak roku 1857. V trojlodní kapli se tato soška těšila velké úctě věřících, kteří sem putovali po celé léto, zejména pak v oktávu sv. Anny, kdy sem přicházelo až několik tisíc poutníků a bylo udělováno na 500 svátostí. Později počet věřících klesal, ale poutě ke sv. Anně trvaly až do poloviny 20. století. Po roce 2000 došlo k postupnému obnovování poutních aktivit a v sobotu 2. září 2017 litoměřický biskup Jan Baxant požehnal zrestaurovanou křížovou cestu na Anenském vrchu a sloužil mši svatou v kapli sv. Anny.

## Architektura
Barokní kaple je původně centrální stavbou na půdorysu řeckého kříže s osmibokým jádrem s kupolí. Přistavěná východní část má v klenbě šest polí české placky. Vně kaple jsou lizénové rámce a segmentem ukončená okna. V západním průčelí je kamenný portál se salmovským znakem a datem 1775. Vnitřní zařízení je klasicistní z období kolem roku 1800. Milostná pozdně gotická socha sv. Anny pochází z počátku 16. století.

## Okolí kaple
Na Anenském vrchu je venkovní lobendavská křížová cesta, která začíná figurální skupinou Krista a apoštolů v Getsemanské zahradě z poloviny 19. století. Křížovou cestu tvoří třináct zastavení z roku 1834, která jsou uspořádána do tvaru podkovy, v jejímž středu stojí kaple sv. Anny. Čtrnácté zastavení, pocházející z 19. století, má podobu kovového okna a je umístěno na stěně kapličky Božího hrobu, která pochází také z 19. století. Celý areál sakrálních staveb (s výjimkou kaple sv. Anny, která patří lobendavské farnosti) je v majetku obce Lobendava, která o něj také pečuje. V roce 2017 byla památkově chráněná křížová cesta zrestaurována a osazena novými obrazovými výplněmi.
V Lobendavě se nachází socha sv. Jana Nepomuckého z roku 1746.